# GIS (기업)
주식회사 GIS(이전 사명: 구일엔지니어링)는 대한민국의 디스플레이 검사 장비 및 자동화 조립 물류 설비 기업이다.

## 역사
GIS는 1994년 11월 22일, 구일엔지니어링이라는 이름으로 설립되었다.
2024년 주관사를 DB금융투자로 상장을 신청하였다가 자진 철회하였다.